# Typhistes antilope
Typhistes antilope är en spindelart som beskrevs av Simon 1894. Typhistes antilope ingår i släktet Typhistes och familjen täckvävarspindlar.
Artens utbredningsområde är Sri Lanka. Inga underarter finns listade i Catalogue of Life.